# Moda na União Soviética

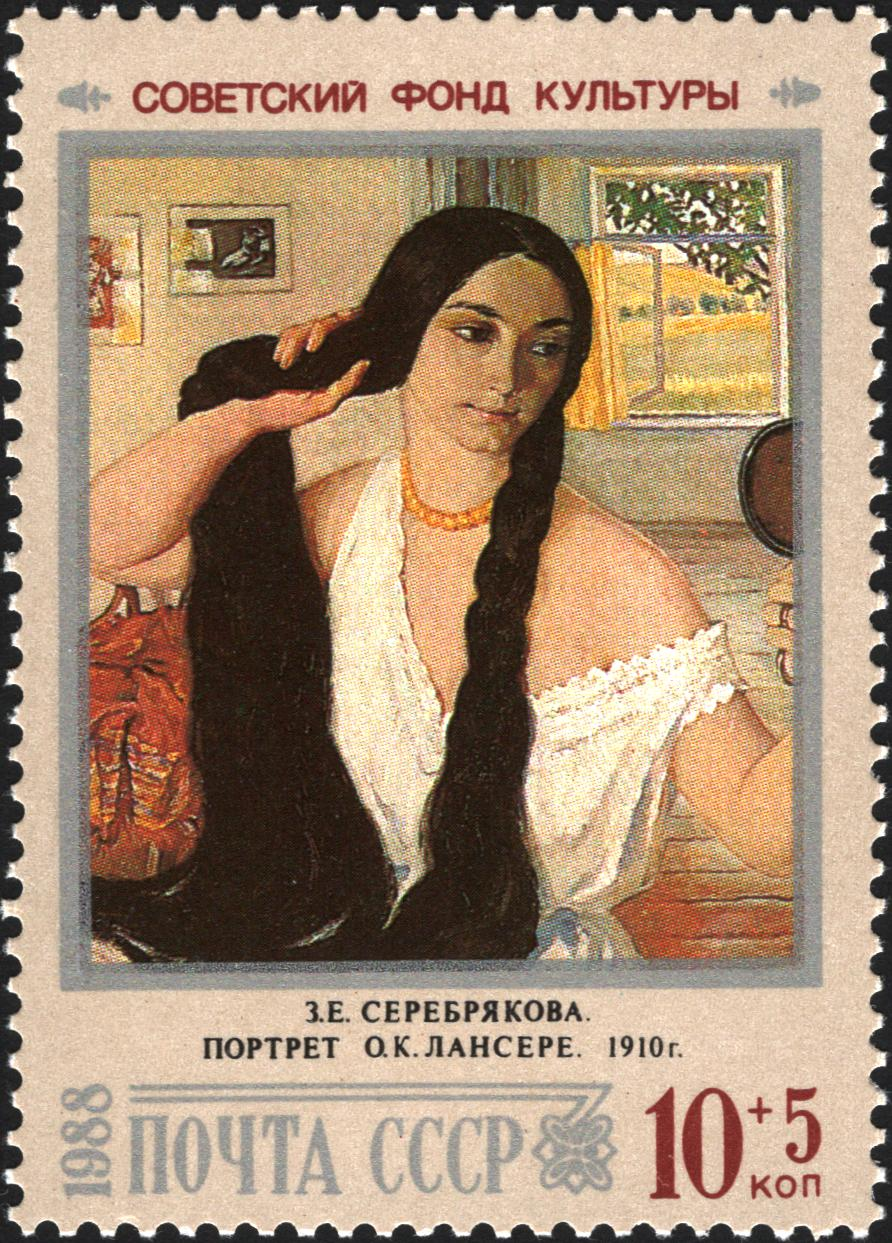
Um selo da URSS, pintura. Data de publicação: 22 de agosto de 1988. Designer: A. Zharov., Michel 5861, Scott B137 10 + 5 K. multicolorido. "Retrato de O.K. Lansere" (Z. E. Serebryakova, 1910)

A moda na União Soviética seguia, em grande parte, as tendências gerais do mundo ocidental. No entanto, a ideologia socialista do Estado consistentemente moderava e influenciava essas tendências. Além disso, a escassez de bens de consumo significava que o público em geral não tinha acesso imediato à moda pré-fabricada.

## História da moda soviética

### A Nova Política Econômica (década de 1920)
A Nova Política Econômica autorizava negócios privados, permitindo que a moda ocidental entrasse na União Soviética. No entanto, a ideologia bolchevique se opunha ao consumo de moda ocidental como uma prática intrinsecamente capitalista. A moda ocidental enfatizava tanto o status econômico quanto as diferenças de gênero ,sob um sistema que buscava desvalorizar ambos.
No início da década de 1920, revistas sancionadas pelo Partido como a Rabotnitsa("A Mulher que Trabalha") e Krest'yanka ("A Mulher Camponesa") ofereciam matérias sobre moda. As capas exibiam mulheres em roupas simples de trabalho, mas as revistas geralmente continham anúncios de empresas privadas que vendiam trajes estilosos. Em 1927, no entanto, a mensagem das revistas era consistente: as mulheres deveriam ser julgadas por sua capacidade de trabalho, não por sua aparência. A moda, como a beleza no geral, era, portanto, burguesa e prejudicial à sociedade socialista.
Em seu lugar, o Estado encomendou projetos para um novo tipo de vestuário soviético, que se baseava em roupas tradicionais, formas construtivistas e instalações tecnológicas. Construtivistas como Varvara Stepanova e Alexander Rodchenko concordavam que a moda impulsionada pelo mercado era inerentemente prejudicial. Eles empregavam a geometria simples do cubismo para projetar roupas que eram funcionais, facilmente produzidas em massa e, às vezes, unissex. Devido à falta de material e maquinaria adequados, no entanto, este prozodezhda, ou "vestuário de produção", não teve o apelo esperado para o público proletariado para o qual se destinava. Os projetos só estavam disponíveis para os membros mais privilegiados da intelligentsia, que no entanto preferiam a moda ocidental à prozodezhda, altamente experimental.

### Era Stalin (1927-1953)
Durante a era de Stalin, os sentimentos anti-moda se dissiparam. Revistas sancionadas pelo Partido agora promoviam moda e beleza como partes necessárias da vida de uma mulher soviética. A Rabotnitsa incluía conselhos de moda em quase todas as edições e reportava regularmente sobre novas casas de moda que se abriam em toda a União Soviética. A Krest'yanka chegou inclusive a organizar mostras viajantes para levar a moda para o campo. A estética promovida era muito variada, indo de um polimento urbano até uma decoração ornamentada.
Esta é a afirmação de Stalin de que "a vida se tornou melhor e mais alegre". Acreditava-se que as imagens persistentes de mulheres vestidas de forma simples e camponesas com roupas tradicionais propagassem a visão capitalista de que o socialismo gera pobreza. Roupas elegantes e bonitas eram um sinal de cultura e qualidade de vida iguais (ou superiores) àquelas do capitalismo. Os stakhanovistas, como principais exemplos de trabalhadores bem-sucedidos, deveriam aderir a padrões particularmente elevados de aparência. Eles eram frequentemente fotografados usando roupas finas, mesmo quando estavam a caminho das fábricas.
Na realidade, o acesso à moda estava além dos meios da maioria dos cidadãos. A indústria soviética não conseguia produzir roupas da moda em quantidade significativa, e o que existia não estava disponível para venda geral. Durante a II Guerra Mundial, a indústria da moda na União Soviética indústria entrou em hiato. Se um cidadão soviético médio desejava uma peça de vestuário particularmente elegante, eles geralmente eram forçados a encomendar um alfaiate particular. A moda do dia-a-dia era muitas vezes auto-produzida, e as revistas consistentemente aconselhavam as mulheres a adotarem uma abordagem do tipo "faça você mesmo" em relação à sua aparência.

### Era Khrushchev (1953-1964)
A política de degelo de Khrushchev trouxe uma maior representação da moda ocidental ao mundo soviético. Jornalistas eram enviados para o estrangeiro para relatar sobre as mais recentes tendências da moda internacional. No entanto, instituições de moda e revistas estatais moderavam essas tendências para o público soviético. Modas passageiras eram rejeitadas em favor de estilos clássicos, de longa duração. Além disso, a moderação e modéstia eram muito valorizadas. O estilo de Coco Chanel, por exemplo, era particularmente admirado como um símbolo de intemporalidade e sofisticação simples. Um artigo no New York Times de 1959 criticou as modas soviéticas como "cópias desajeitadas" e banais de silhuetas ocidentais desatualizadas. A disponibilidade desses estilos, no entanto, estava em ascensão. Lojas, como a recém-reaberta GUM, agora exibiam as novas modas, embora a preços altos.
A nova abordagem do Estado em relação à moda foi cuidadosamente calculada. A promoção da moda exorbitante que ocorreu na era de Stalin e o contraste com a disponibilidade real levaram ao ressentimento público. Na era Khrushchev, a indústria estatal de roupas ainda não conseguia produzir grandes quantidades de roupas da moda. No entanto, modas simplificadas, rejeição de excessos e preços altos deram à indústria uma medida de controle sobre a demanda do consumidor. No início dos anos 1960, os padrões de aparência da classe média haviam subido de tal forma que a moda de rua de Moscou era quase indistinguível daquela de uma cidade ocidental.
Ao mesmo tempo, os movimentos da moda da contracultura cresceram entre os jovens de elite. Os stilyagi, ou "caçadores de estilo", originalmente baseavam seu olhar nos retratos da mídia sobre as modas ocidentais (especialmente americanas). Os homens usavam itens como camisas havaianas, óculos de sol, calças estreitas e sapatos pontudos, enquanto as mulheres stilyagi usavam minissaias e mantinham um comportamento infantil. Estes estilos foram rotulados como "excessivos", e os grupos do Komsomol, às vezes, invadiam esconderijos stilyagi e cortavam seus cabelos e pernas das calças.

### Era Brejnev (1964-1982)
No final da década de 1960, as instituições de moda soviética, como a agência de moda centralizada ODMO (Casa dos Protótipos de Toda a União), adotavam tendências ocidentais cada vez mais novas. Ao mesmo tempo, ainda havia a necessidade de estabelecer modas distintamente soviéticas. A "moda espacial", por exemplo, se encaixava diretamente na ideologia estatal glorificando um triunfo da ciência soviética
A realidade, no entanto, diferia dos designs da ODMO. A indústria soviética não conseguia acompanhar a demanda por produtos da moda, e o suprimento nas lojas da URSS era pior do que em outros países socialistas. O público também estava insatisfeito com os itens disponíveis. Por exemplo, as mulheres soviéticas rejeitavam de tal maneira os projetos envolvendo estampas étnicas russas, que o estilo acabou se tornando mais popular no Ocidente do que na própria União Soviética.
A classe média cada vez mais idealizada moda ocidental, que era bastante visível, mas não facilmente obtida Calças jeans estadounidenses eram um ítem muito desejado. Os brechós eram uma fonte da moda ocidental, pois os visitantes do Ocidente podiam importar mercadorias e vendê-las por altos lucros. A cadeia de varejo Beriozka também vendia algumas roupas ocidentais, mas apenas para os poucos privilegiados que podiam pagar em moeda forte ou certificados de câmbio. Certificados cambiais e roupas ocidentais também estavam disponíveis no mercado negro.

### Era Gorbachev (1985-1991)
Sob a perestroika, uma moda mais ousada tornou-se aceitável. Em 1987, Gorbachev permitiu que uma edição russa da revista Burda Fashion fosse produzida e distribuída. No ano seguinte, a Zhurnal Mod começou a ser produzida como uma revista de moda "adequada" à União Soviética. No conteúdo, era praticamente indistinguível de uma revista de moda ocidental, apesar de a ODMO fornecer todos os estilos.
Quando a XIX Conferência Partidária se reuniu no verão de 1989, eles aprovaram uma resolução para aumentar a produção de bens de consumo. Roupas da moda foram mencionados especificamente no processo. Apesar dos defensores da moda no mais alto nível de burocracia, mudanças reais na produção não ocorreram. O Ministério das Indústrias Leves estabeleceu quotas para a criação de novos produtos, mas as fábricas têxteis reciclaram padrões e produtos mais antigos.
Enquanto isso, o relaxamento da censura sob a glasnost tornou a classe média ainda mais consciente de suas contrapartes ocidentais. Eles achavam que eles mereciam roupas da moda como um símbolo de status, mas ainda assim não podiam obtê-lo facilmente.

### Era moderna
O colapso da URSS em 1991 resultou na inundação do mercado consumidor com roupas de grife importadas americanas e europeias, especialmente jeans. Cores neon, como rosa choque, laranja, turquesa ou azul elétrico, peças de jeans com lavagem ácida, vestidos de lantejoulas, jaquetas de couro pretas e roupas geométricas impressas com triângulos, zigue-zagues, losangos e relâmpagos eram particularmente populares na Rússia de Yeltsin, em meados dos anos 90. A moda skatista foi particularmente popular entre os adolescentes em muitos antigos países do Pacto de Varsóvia.
A moda russa durante os anos 2000 e 2010 geralmente seguiu as tendências ocidentais, com ternos cinzentos ou azuis marinhos muito justos sendo particularmente populares entre os homens profissionais. Ao mesmo tempo, no entanto, alguns acessórios tradicionais como o boné ushanka ou astrakhan retornaram como parte de uma reação contra o Ocidente, devido a muitos russos redescobrirem seu orgulho nacional.